# Агроклиматична оценка на влагообезпечеността
Влагообезпечеността e важен фактор за земеделското производство в България, тъй като недостигът на влага е по-лимитиращ от топлината за поникването, растежа и добива на традиционните култури при нашите условия.
Влагообезпечеността на земеделското производство може да бъде оценена чрез сумата на валежите или чрез производни показатели (най-често коефициенти)

## Сума на валежите
Валежите са фактор, който е вариабилен по години. Въпреки това, всяка климатична област в България се отличава от другата най-вече по разпределението на валежите по месеци. Когато става въпрос за характерна сума и характерно разпределение на валежите по месеци се изхожда от осреднените стойности на този показател за възможно най-дълъг период от време, което в метеорологията се нарича климатична норма.
Възприето е сумата на валежите за периода от началото на октомври до края на март да се счита за есенно-зимна. В редица публикации тя се определя като есенно-зимен валежен запас. Есенно-зимните валежи са важни както за зимуващите култури (пшеница, ечемик, рапица и др.), а така също и за пролетните култури с дълъг вегетационен период (царевица, слънчоглед, захарно цвекло и др.). Анализите на редица автори показват, че за условията на България 1/3 до 1/2 от есенно-зимните валежи корелират достоверно с величината на добива от тези култури.
Валежите, паднали от началото на април до края на септември се наричат най-общо вегетационни, без това да се свързва пряко с вегетационния период на всяка култура.
Обикновено за многогодишен период могат да се намерят стойности на месечната сума на валежите. За точна агрометеорологична оценка на вегетационния период, обаче, се изисква изчисляването на средна многогодишна сума по декади. Това става по следния опростен начин:
- Построява се фигура на месечните суми на валежите със стълбчета с широчина = 30 мм (28 мм за февруари) и височина 1 мм = 1 мм валеж.
- Свързват се с пречупена права месечните стойности в средата на стълбчето (съответно на 15-ия мм и 14-ия мм);
- Отчита се средната сума в края на всяка декада.

Така получените декадни суми на валежите служат за изработването на климатограма на вегетационния период. Номограмата на валежите се изработва по същия начин както номограмата на температурните суми. Тя е необходима за определяне на евентуалната сума на валежите към всяка дата от вегетационния период.

## Показатели, характеризиращи влагообезчечеността (засушливостта)
Опростен начин за определяне на засушливите периоди e графичният. Най-разпространен е методът на Heinrich-Walter.

### Графичен метод на Heinrich-Walter
Отнася се за периода IV-IX. Построява се графика по месеци или декади с 2 криви – крива на валежите и крива на средните месечни (или за декадата) температури на въздуха. Стойностите на валежите са в мм, а при графика по декади сумата за декадата се умножава по 3. И в двата случая средната температура на въздуха се умножава по 2. Периодът, през който кривата на температурите се намира над кривата на валежите, се счита за период на засушаване.
В агрометеорологичната практика все повече се използват комплексни показатели (коефициенти), при които влагообезпечеността се изчислява чрез стойностите на няколко метеорологични фактора.

### Хидротермичен коефициент на Селянинов (ХТК)
Изчислява се за вегетационен период на култури с биологичен минимум 10 °С, т.е. за периода април – септември, по формулата:
ХТК = Sr / 0,1 х St
където: ХТК – хидротермичен коефициент на Селянинов; Sr – сума на валежите за период със средни денонощни температури > 10 °С; 0,1 – приравнителен коефициент; St – сума на средните денонощни температури на въздуха > 10 °С за периода. Стойности на ХТК < 0,5 показват засушаване, а > 2 - преовлажняване.

### Коефициент на Иванов
Коефициентът на Иванов се получва чрез стойностите на температурата, валежите и относителната влажност на въздуха. В общи линии изменението на този коефициент е както при ХТК на Селянинов, но дава по-точна преценка на овлажняването. Изчислява се по формулите:
К = Sr / Е
където: К – коефициент на овлажняване на територията за периода април – октомври; Sr – месечна сума на валежите, мм (когато изчисленията се правят по декади сумата за декадата се умножава по 3); Е – месечна (декадна) изпаряемост, мм. Стойности на К < 0,3 показват засушаване, а > 2 – преовлажняване.
За изчисляване на изпаряемостта (Е) се използва следната формула:
Е = 0,0018 х (t + 25)2 х (100-a),
където: t – средна месечна (декадна) температура на въздуха, °С; а – средна относителна влажност на въздуха, %.

### Коефициент на Бов
Характерната му особеност на този показател е отчитането на предшестващите вегетацията условия и особеностите на почвения тип (обемно тегло, влажността на завяхване). Изчислява се по формулата:
К = 10 х (W пр. + Sr) / St
където: К – коефициент на засушливостта; W пр. – продуктивния запас от влага в слоя 0-100 cm към края на март в mm; Sr – сума на валежите от 1 април до датата на определяне на засушливостта; St – сума на положителните средни денонощни температури за същия период. Счита се, че начало на засушаването е коефициент 1,5.